# والتر أ. ماكدوغال
والتر أ. ماكدوغال (بالإنجليزية: Walter A. McDougall)‏ هو مؤرخ أمريكي، ولد في 3 ديسمبر 1946 في واشنطن العاصمة في الولايات المتحدة.